# Shambyu

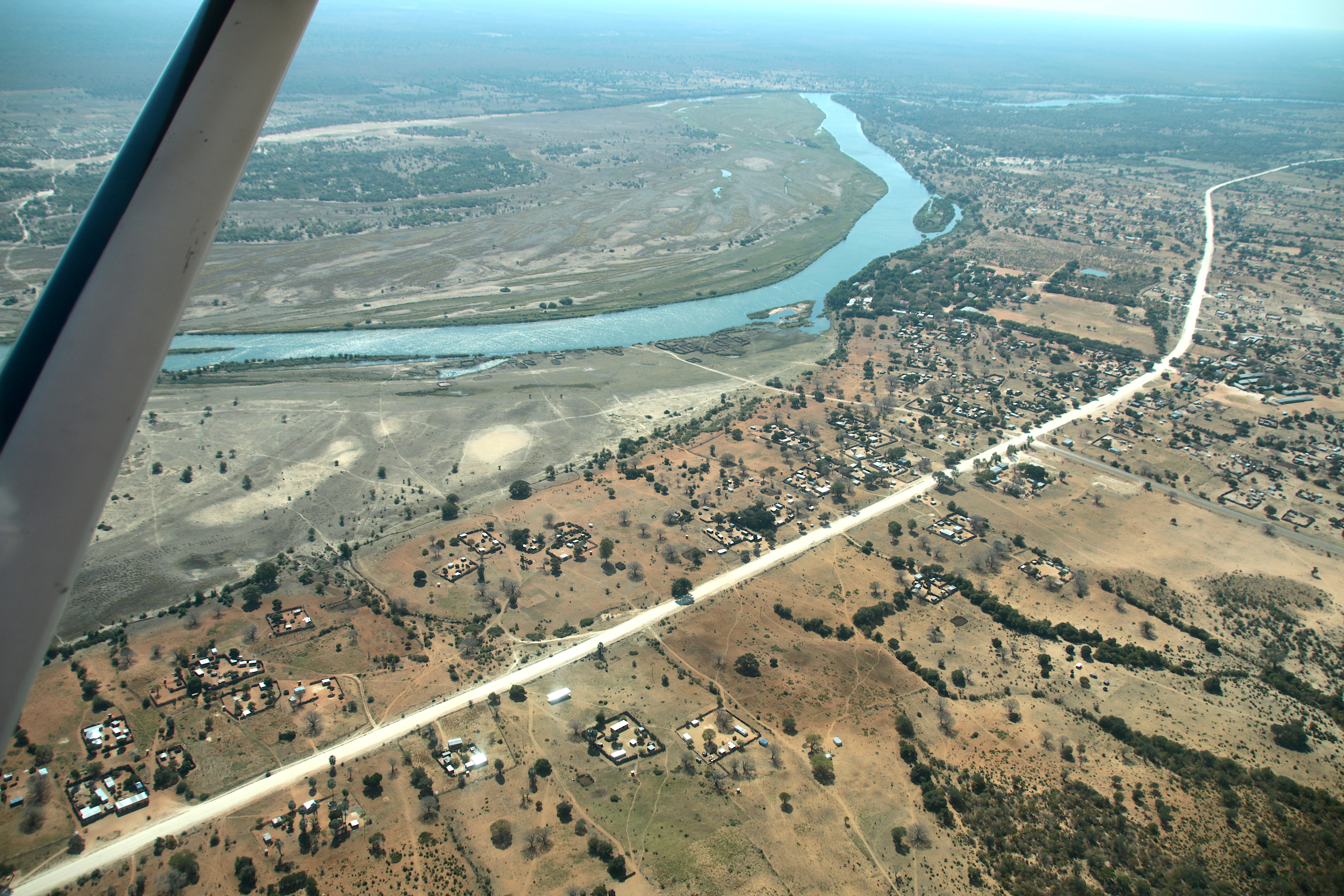
Visita aérea de la zona donde reside la tribu Shambyu.

Los shambyu (a veces escrito sambyu) son un subgrupo de los kavango, una tribu del noreste de Namibia principalmente.
Aun cuando los jefes son tradicionalmente hombres, el sistema social es matriarcal. La constitución de Namibia legitima y permite a los kavango el uso de sus leyes tradicionales.
El cetro real de los shambyu en Namibia durante la mayor parte del siglo XX estuvo a manos de una mujer. Primero la reina Maria Mwengere les gobernó desde 1947 hasta 1987. Mwengere prohibió la destilación de cervezas tradicionales con azúcar y permitió que se siguieran preparando cervezas sin azúcar solo para consumo personal, estando prohibido el comercio de licores entre los shambyu. Durante la década de 1960 la reina solía imponer una multa de 4 cabezas de ganado a los infractores. Luego de Mwengere, la reina Hompa Angelina Ribebe Matumbo fue coronada en 1989.
Aun cuando la mayoría de los kavango suele hablar el RuKwangali, este subgrupo prefiere hablar su propia lengua (llamada igual que ellos), un idioma que al contrario del RuKwangali, no tiene escritura.
- Datos: Q1276656